# بانوی سرخ‌پوش (ترانه کریس دی‌برگ)
«بانوی سرخ‌پوش» (به انگلیسی: The Lady in Red) تک‌آهنگی از کریس دی‌برگ است که در سال ۱۹۸۶ میلادی منتشر شد.
این تک‌آهنگ در چارت‌های ، فلاندرز، بریتانیا، نروژ در رتبه اول و در چارت‌های، سوئد، اتریش، نیوزلند جزو ده ترانه اول قرار گرفت.